# Vista (Kalifornia)
Vista város az USA Kalifornia államában, San Diego megyében. Lakosainak száma 98 381 fő (2020. április 1.).

## Népesség
A település népességének változása:

| 2010 | 93 834 |
| 2020 | 98 381 |